# فتق ريختر
يحدث فتق ريختر (بالإنجليزية: Richter's hernia)‏ عندما يبرز جدار الأمعاء المقابل للمساريقا من خلال عيب في جدار البطن. يتميز عن الأنواع الأخرى للفتق البطني أن طرف واحد فقط من الجدار المعوي يبرز من خلال العيب، إذ يتم احتواء تجويف الأمعاء بشكل غير كامل في العيب، بينما يظل الباقي في الجوف الصفاقي. 

## تاريخياً
تم الإبلاغ عن أول حالة في عام 1606 م من قبل ويلهلم فابري (Wilhelm Fabry). تم تعريف القيلة المعوية الجزئية لأول مرة من قبل أوغست غوتليب ريختر (August Gottlieb Richter) عام 1785 م. في عام 1897 م، عرّف السير فريدريك تريفيس (Sir Frederick Treves) هذه الحالة بأنها اختناق جزء واحد من محيط الأمعاء وحدد بدقة السير الطبيعي للفتق: «قد يتطور الجزء المعني بسرعة إلى الغنغرينا بينما تبقى لمعة الأمعاء سالكة».

## عمر المصاب
في كثير من الأحيان، يتم تشخيص هذه الفتوق في العقدين السادس والسابع من العمر. وهي تشكل 10% من الفتوق المختنقة.

## مكان الإصابة
الأماكن الشائعة هي الحلقة الفخذية (36–88%)، يليها الحلقة الأربية (12–36%)، ثم جدار البطن (4–25%).
لوحظ فتق ريختر أيضاً في مواقع إدخال أدوات التنظير، عادة عندما لا تكون اللفافة مغلقة للشقوق الجراحية الأكبر من 10 ملم. يشتبه بفتق رختر في فترة ما بعد العمل الجراحي، إذ يمكن لهذه المشكلة أن تقلد العديد من الاختلاطات الحميدة مثل الورم الدموي في موقع التنظير.
إن جزء الأمعاء المحتبس غالباً هو اللفائفي القاصي، على الرغم من أن أي جزء من الجهاز الهضمي -من المعدة إلى القولون- قد يصبح منحبساً.

## الأعراض والعلامات[5]
عادة العلامات الشعاعية والأعراض موجودة عند 10% من المرضى. قد تكون الأعراض الأولية لفتق ريختر خفيفة، لكنها قد تتفاقم خلال فترة قصيرة. 
يمكن أن تكون الأعراض:
- جهازية (حمى وتعب).
- بطنية (تشنج، ألم شديد، غثيان، تقيؤ، وتورم في البطن).
- موضعية (كتلة مؤلمة في الأرب).

## التشخيص
يمكن أن تكون الأعراض الأولية غائبة أو غير نوعية وقد لا توجد علامات موضعية. قد تكون هناك حاجة للدراسات التصويرية، عندما يبقى التشخيص مجهول بعد الفحص السريري.
يمكن استخدام طرق التصوير المختلفة، بما في ذلك تصوير بالأشعة السينية، والتصوير بالأمواج فوق الصوتية (الإيكو)، والتصوير الطبقي المحوسب (CT).
- التصوير بالأشعة السينية: يكشف علامات العلوص الميكانيكي مع تمدد عروة معوية، تكثف الطيات المعوية، وسويات سائلة-غازية.

- التصوير بالأمواج فوق الصوتية: يلعب دوراً حاسماً في تقييم وجود الاختلاطات مثل الاختناق أو الانحباس، وفي بعض الحالات، قد يكشف أمراض في كيس الفتق.

- التصوير الطبقي المحوسب: هو المفضل، إذ يوفر مقاطع دقيقة للبطن.[7] وهو فعال بشكل خاص في تشخيص فتوق جدار البطن لأنه يتيح التعرف بدقة على الفتق ومحتوياته، تمييزه عن كتل البطن الأخرى، وتحديد اختلاطات الفتق (انسداد الأمعاء، الإقفار، الغنغرينا الغازية، والخراجات).[8]

## العلاج
تقنية العلاج الأساسية هي التداخل الجراحي أمام الصفاق، يليه عملية فتح البطن والاستئصال في حال الشك بحدوث انثقاب.

## الاختلاطات
إذا حدث تنخر لفتق ريختر، فقد يؤدي ذلك إلى انثقاب الأمعاء والتهاب الصفاق. وهو نادر نسبياً ولكنه نوع خطير من الفتق. قد تتطور الحالة بسرعة إلى الغنغرينا، على الرغم من أن علامات انسداد الأمعاء غائبة في الغالب. في بعض الحالات الغير معالجة، يمكن أن يتكون خراج والذي قد يتطور إلى ناسور معوي- جلدي إذا تمزق.

## معدل الوفيات
قد يؤدي الميل إلى الاختناق المبكر والافتقار الشائع لأعراض الانسداد إلى تأخر التشخيص وأحياناً غلط التشخيص، مما يفسر جزئياً ارتفاع معدل الوفيات (20-60٪) المرتبط بفتق ريختر.